# Ompoly
Ompoly est un prénom hongrois masculin.

## Étymologie
Le prénom pourrait dériver du nom latin (Ampeium) de la rivière Ompoly en Transylvanie (aujourd'hui Ampoi (en) en Roumanie).

## Fête
Les Ompoly sont fêtés le 14 mai.